# Alex Tjong
Alex Yuwan Tjong (1 de marzo de 1991) es un deportista brasileño que compitió en bádminton. Ganó una medalla de bronce en los Juegos Panamericanos de 2015, en la prueba de dobles mixto.

## Palmarés internacional
| Juegos Panamericanos | Juegos Panamericanos | Juegos Panamericanos | Juegos Panamericanos |
| Año                  | Lugar                | Medalla              | Prueba               |
| -------------------- | -------------------- | -------------------- | -------------------- |
| 2015                 | Toronto (Canadá)     | Medalla de bronce    | Dobles mixto         |